# Nagy Enikő (iparművész)
Nagy Enikő (Harasztos, 1935. május 1. – Kolozsvár, 2020. május 26.) erdélyi magyar tűzzománcművész, festő.

## Életútja
Református földműves családban született Nagy Árpád és Bartha Lujza házasságából. A kommunista rendszer elleni diákszervezkedésben (IKESZ – Ifjúsági Kommunistaellenes Szövetség) való részvétele miatt 1953–54 között bebörtönözték, emiatt tanulmányait csak kényszerű megszakítással, 1971-ben fejezhette be a kolozsvári Ion Andreescu Képzőművészeti Főiskolán.
Már a főiskolai évek során kitűnt kiváló formaalkotásával és színérzékével. Kezdetben a festészet és grafika határvidékén készített kisméretű temperaképeket, gyakran biblikus témák és irodalmi alkotások átlényegített értelmezésével. A felfokozott színek iránti vonzódása érvényesül későbbi, egyre nagyobb elmélyültséggel készített zománcművészeti (fémfestési) munkáin. Kolozsváron élt és alkotott, 1971-től csoportos kiállításokon szerepeltek munkái, egyéni kiállításokon is bemutatkozott.
2000 óta egyre többet tartózkodott szülőhelyén, Harasztoson, zománcművészeti munkáiból és festményeiből ott is kiállítást rendeztek.

## Egyéni kiállításaiból
- 1972, 1973 • Képzőművészeti Galéria, Kolozsvár
- 1981 • Korunk Galéria, Kolozsvár
- 1993 • Magyar Ház, Stockholm
- 2001 • Művészeti Múzeum, Kolozsvár[3]

## Díjak, elismerések
- a Kecskeméti Nemzetközi Zománcművészeti Alkotóműhely díja (1994)
- A Magyar Érdemrend lovagkeresztje (2012)

## Társasági tagság
- Barabás Miklós Céh (Kolozsvár)

## Családja
Férje Egri László (1934–2007) iparművész, üvegfestő, két fiúgyermeküket nevelték fel: András (tűzzománcfestő) és István (iparművész, üvegfestő).